# Spartan Trail utrke u Hrvatskoj
Spartan Trail su utrke u trail trčanju koje organizira kompanija Spartan.
U Hrvatskoj je Spartan Trail utrka prvi put održana 2023. u Dubrovniku.

## O Spartan Trail utrkama
Utrke je pokrenula kompanija Spartan, najveći svjetski brend izdržljivosti  i vodeća svjetska kompanija u kategoriji extreme wellnessa, koja organizira OCR utrke Spartan.
Spartan je 2017. pokušao kupiti UTMB Mont-Blanc, najprestižniju svjetsku trail utrku. Prva Spartan Trail utrka održana je u listopadu 2018. Spartan Trail serija (event series) prvu sezonu imala je sljedeće godine. Utrke su bile u SAD-u i jedna u Kanadi. Prva sezona koja je imala utrke izvan Sjeverne Amerike bila je 2020.
Prva sezona Spartan Trail svjetskog prvenstva trebala je biti 2020., ali je otkazana zbog Covid-19 pandemije, nakon što je samo 1 od planiranih 6 utrka održana. Tako je prva sezona Spartan Trail svjetskog prvenstva bila 2021.
Prateći korporativni trend koji je 2016. pokrenuo multinacionalni UTMB sa pokretanjem brenda "by UTMB" i internacionalizacijom UTMB brenda licenciranjem brenda drugima inozemnim utrkama sa UTMB International, 
i kupovinom/preuzimanjem UTWT-a, Spartan se udružio sa već etabliranim trail utrkama u svijetu pri stvaranju Spartan Trail svjetskog prvenstva. Neke Spartan Trail utrke su potpuno nove, kao npr. utrka u Dubrovniku kojoj je to ujedno i prvo izdanje ikad i one su uglavnom samostalne utrke, odnosno ne boduju se za svjetsko prvenstvo.
Radi se o privatnom događaju, odnosno privatnom natjecanju, koje je osmislila i organizira privatna kompanija koja nema službenu federacijsku vrijednost i na kojem niti jedna reprezentacija neće nastupiti.
Utrke Spartan Traila dijele se u dvije kategorije: ULTRA (utrke duljine 50k i više) i TRAIL (utrke duljine do 49k).

## Izdanja
* uz glavnu utrku organizira se nekoliko kraćih utrka
| Godina | Lokacija  | Naziv utrke | Broj država | Broj * trkač(ic)a | Broj * trkač(ic)a | "Ultra" staza | "Ultra" staza | "Ultra" staza                | "Ultra" staza                | "Ultra" staza        | "Ultra" staza | "Ultra" staza | "Ultra" staza | "Ultra" staza        | "Ultra" staza | "Ultra" staza | "Trail" staza | "Trail" staza                | "Trail" staza                | "Trail" staza        | "Trail" staza | "Trail" staza | "Trail" staza | "Trail" staza        | "Trail" staza | "Trail" staza | Ref |
| ------ | --------- | ----------- | ----------- | ----------------- | ----------------- | ------------- | ------------- | ---------------------------- | ---------------------------- | -------------------- | ------------- | ------------- | ------------- | -------------------- | ------------- | ------------- | ------------- | ---------------------------- | ---------------------------- | -------------------- | ------------- | ------------- | ------------- | -------------------- | ------------- | ------------- | --- |
| Godina | Lokacija  | Naziv utrke | Broj država | Broj * trkač(ic)a | Broj * trkač(ic)a | Duljina [km]  | ↑/↓ [m]       | Broj trkač(ic)a Start (Cilj) | Broj trkač(ic)a Start (Cilj) | Pobjednici           | Pobjednici    | Pobjednici    | UP            | Pobjednice           | Pobjednice    | Pobjednice    | Duljina [km]  | Broj trkač(ic)a Start (Cilj) | Broj trkač(ic)a Start (Cilj) | Pobjednici           | Pobjednici    | Pobjednici    | UP            | Pobjednice           | Pobjednice    | Pobjednice    | Ref |
| Godina | Lokacija  | Naziv utrke | Broj država | M+Ž               | Ž                 | Duljina [km]  | ↑/↓ [m]       | M+Ž                          | Ž                            | Trkač                | Vrijeme [h]   | MP [min]      | UP            | Trkačica             | Vrijeme [h]   | MP [min]      | Duljina [km]  | M+Ž                          | Ž                            | Trkač                | Vrijeme [h]   | MP [min]      | UP            | Trkačica             | Vrijeme [h]   | MP [min]      | Ref |
| 2023.  | Dubrovnik |             |             |                   |                   |               |               |                              |                              | Nepoznata kratica »« | ;:            | +:            | ž             | Nepoznata kratica »« | ;:            | +:            |               |                              |                              | Nepoznata kratica »« | ;:            | +:            | ž             | Nepoznata kratica »« | ;:            | +:            |     |

## Vanjske poveznice
- https://www.spartantrail.com/dubrovnik/
- https://www.spartan.com/
- https://livetrail.net/